# Leif Dræby
Leif Dræby (født Leif Dræby Sørensen den 24. august 1940 i Virklund ved Silkeborg) er en dansk billedkunstner, tegner, grafiker, keramiker, skulptør og forfatter, der er opvokset i et arbejderhjem i det sydlige Silkeborg. I anledning af hans 75 års fødselsdag skrev pressen, at han især er kendt som billedkunstner. Leif Dræbys kunst er især kendt for at skildre store skrigende og forvrængede hoveder.

## Karriere
Leif Dræby debuterede som tegner i Silkeborg Avis i 1960 og som billedkunstner på Charlottenborgs Forårsudstilling i 1989, hvor han siden hen har været repræsenteret flere gange. Han har desuden været repræsenteret på ARoS -Aarhus Kunstmuseum og Frederikshavn Kunstmuseum samt på censurerede udstillinger på museer og gallerier i Tyskland, England, Sverige, Belgien, Polen, Spanien, Armenien, Japan og USA, samt blandt andet på EU centret i Bruxelles og på den danske ambassade i London.
Dræby havde et tæt samarbejde med den nu afdøde digter Simon Grotrian, hvis digtsamlinger han i adskillige tilfælde illustrerede, herunder Svane tåre tåre le (2007), Tyve sorte kinder (2007), Hørekrans (2010) og Fuglestjernegynge (2015).
Leif Dræby er medstifter af kunstnergruppen Silkaden, der blandt andet udstillede på Museum Jorn i 2015 i forbindelse med gruppens 25 års jubilæum.

## Plakater udført af Dræby
- 1986: Plakat til fordel for Dansk Røde Kors arbejde.
- 1987: Plakat til “Art Expo - New York 87”  Jakob Jawitz Convention Center, New York.
- 1988: Plakat til fordel for Verdenssundhedsorganisationen WHOs arbejde.
- 1987: udført litografier hos Clot Bramsen & Georges i Paris.

1999 arrangerede Dræby “ALMENNI International Sculpture Manifest” i Silkeborg Vesterskov med deltagende kunstnere fra seks europæiske lande og Bali. Projektet blev støttet af Silkeborg kommune og Aarhus Amt i farver.
Ved hans 75 års fødselsdag samme år blev bogen Leif Dræby - 75 år: billedets gale latter udgivet med digte af Simon Grotrian, og Kulturkanalen lavede en portrætrække med tre tv-udsendelser om ham.

## Billedkunst
Som ung malede og tegnede han naturalistisk, mens hans senere billedkunst har en mere ekspressionistisk stil. Værkerne er ifølge museumsbeskrivelse præget af en form for enfoldighed, hvilket også gælder hans skulpturer og keramik..
| - Værker - Dialog med de indre møgdyr. 190x200 cm. Akryl på lærred, 2001 - Nattevagt. Modsætninger bryder frem i landskaber omkring Guantanamo. Cuba, 2006. 210x280 cm. Acryl på lærred - Billede med indbygget massakre. 200x230 cm. Acryl på lærred. 2009 |